# Graduale (con voci di gioia)/Introito (penso pensieri di pace)
Graduale (con voci di gioia) / Introito (penso pensieri di pace) è il primo singolo su 7" di Angel and the Brains pubblicato nel 1966 dalla Ariel.

## Tracce
Lato A
1. Graduale (con voci di gioia) (Marcello Giombini, Tommaso Federici)

Lato B
1. Introito (penso pensieri di pace) (Carlo Gasbarri, Marcello Giombini)